# Larga de Bobeira
Larga De Bobeira, Primeiro single extraído do DVD Michel Teló - Ao Vivo lançado pelo cantor brasileiro Michel Teló em 20 de Abril de 2010. A canção conseguiu conquistar a posição 24 na Billboard Brasil.

## Paradas
| Paradas (2010)                                     | Melhor posição |
| -------------------------------------------------- | -------------- |
| Billboard Brasil Hot 100 Airplay                   | 24             |
| Billboard Brasil Hot Popular Songs                 | 35             |
| Billboard Brasil Regional Curitiba Hot Songs       | 53             |
| Billboard Brasil Regional Porto Alegre Hot Songs   | 35             |
| Billboard Brasil Regional Ribeirão Preto Hot Songs | 25             |
| Billboard Brasil Regional Campinas Hot Songs       | 13             |
| Billboard Brasil Regional Belo Horizonte Hot Songs | 34             |
| Billboard Brasil Regional São Paulo Hot Songs      | 11             |